# Karen Medina
Karen Andrea Medina Vásquez (Nacimiento, 10 de mayo de 1982) es una asistente de educación y política chilena independiente. Desde marzo de 2022 ejerce como diputada por el Distrito N°21 de la Región del Bío Bío.

## Biografía
Es hija de Mario Alcides Medina Medina y de Lidia del Carmen Vásquez Miranda.
Realizó sus estudios secundarios en el Liceo Juanita Fernández Solar de la comuna de Angol. Se ha desempeñado como dirigente gremial de los Asistentes de la Educación.
Para las elecciones parlamentarias de 2021 presentó su candidatura a diputada por el Distrito N°21, que abarca las comunas de Alto Biobío, Antuco, Arauco, Cabrero, Cañete, Contulmo, Curanilahue, Laja, Lebu, Los Álamos, Los Ángeles, Lota, Mulchén, Nacimiento, Negrete, Quilaco, Quilleco, San Rosendo, Santa Bárbara, Tirúa, Tucapel y Yumbel, con el apoyo del Partido de la Gente. Fue electa tras obtener 10.066 votos, correspondientes a un 5,13% del total de sufragios válidamente emitidos. Asumó el cargo el 11 de marzo de 2022, integrando y presidiendo la comisión permanente de  Desarrollo Social, Superación de la Pobreza y Planificación. Asimismo, forma parte de la comisión permanente de Mujeres y Equidad de Género.

## Historial electoral

### Elecciones parlamentarias de 2021
- Elecciones parlamentarias de 2021, para Diputado por el distrito 21 (Alto Biobío, Antuco, Arauco, Cabrero, Cañete, Contulmo, Curanilahue, Laja, Lebu, Los Álamos, Los Ángeles, Lota, Mulchén, Nacimiento, Negrete, Quilaco, Quilleco, San Rosendo, Santa Bárbara, Tirúa, Tucapel y Yumbel).[1]

| Candidato                    | Pacto                   | Partido  | Votos  | %     | Resultado |
| ---------------------------- | ----------------------- | -------- | ------ | ----- | --------- |
| Cristóbal Urruticoechea Ríos | Frente Social Cristiano | PRCh     | 22 772 | 11.61 | Diputado  |
| Flor Weisse Novoa            | Chile Podemos Más       | UDI      | 21 759 | 11.09 | Diputada  |
| Joanna Pérez Olea            | Nuevo Pacto Social      | PDC      | 19 465 | 9.92  | Diputada  |
| Anwar Farrán Veloso          | Nuevo Pacto Social      | IND-PL   | 10 556 | 5.38  |           |
| Karen Medina Vásquez         | Partido de la Gente     | PDG      | 10 056 | 5.13  | Diputada  |
| Clara Sagardía Cabezas       | Apruebo Dignidad        | IND-CS   | 8996   | 4.59  | Diputada  |
| Rodrigo Daroch Yáñez         | Nuevo Pacto Social      | PPD      | 6494   | 3.31  |           |
| Álvaro Sánchez Rojas         | Apruebo Dignidad        | IND-PCCh | 6488   | 3.31  |           |
| Juan de Dios Parra Sepúlveda | Nuevo Pacto Social      | PS       | 6471   | 3.30  |           |
| Esteban Barahona Contreras   | Frente Social Cristiano | PCC      | 6073   | 3.10  |           |